# Scotty Doesn’t Know
«Scotty Doesn’t Know» (с англ. — «Скотти не знает») — песня, написанная и исполненная американской рок-группой Lustra. Первоначально написанная для фильма «Евротур» 2004 года, песня содержит многочисленные непристойные и юмористические отсылки к тому, как подруга Скотти, Фиона, изменяла ему с другими партнерами в течение длительного периода времени, хотя Скотти ничего не замечает. В лирическом плане песня вдохновлена реальной историей школьного друга группы Шеридона, второе имя которого было Скотти, и написана с точки зрения человека, с которым у нее роман. Песня в конечном итоге была выпущена на альбоме «Left for Dead». Песня достигла 53-го места в поп-чарте США Billboard, 39-го места в чарте Digital Songs и 75-го места в Hot 100, главным образом из-за большого количества цифровых загрузок.
В 2018 году песня получила широкое внимание в Австралии после того, как была использована при взломе официального сайта Скотта Моррисона, на тот момент премьер-министра страны.

## «Евротур»
В фильме «Евротур» Скотти (Скотт Мекловиц) бросает его подруга Фиона (Кристин Крук) ради солиста группы (Мэтт Дэймон). Группа исполняет эту песню на вечеринке, которую посещает Скотти, и многие персонажи фильма хвалят эту песню как «запоминающуюся». Песня становится чем-то вроде популярного явления, появляясь на радио и по всему миру; в Братиславе на песню был сделан ремикс, и она звучит в популярном ночном клубе. К концу фильма он стал настолько распространенным и популярным, что лучший друг Скотти Купер использует её в качестве рингтона на своем мобильном телефоне.

## Последствия
Хотя «Евротур» не имел успеха в кинотеатрах, он хорошо зарекомендовал себя как домашнее видео и стал культовой классикой. В 2006 году сингл попал в Billboard Hot 100, что сделало «Lustra» одной из первых неподписанных групп.
18 октября 2018 года личный веб-сайт премьер-министра Австралии Скотта Моррисона был подменён в качестве розыгрыша после того, как право собственности Моррисона на сайт, по-видимому, было прекращено. Вместо информации о премьер-министре и его политике на странице было изображение Моррисона с повторяющейся песней «Scotty Doesn't Know».
Человек, стоящий за сайтом, утверждал, что заплатил за доменное имя 50 австралийских долларов.

## Чарты
| Чарты (2006)            | Позиция |
| ----------------------- | ------- |
| Billboard Hot 100 (США) | 75      |
| Billboard Pop 100 (США) | 59      |
| Digital Songs (США)     | 39      |

## Сертификации
| Регион                                                       | Сертификация | Продажи |
| ------------------------------------------------------------ | ------------ | ------- |
| Великобритания (BPI)                                         | Серебряный   | 200 000 |
| США (RIAA)                                                   | Золотой      | 500 000 |
| * Данные о продажах приведены только на основе сертификации. |              |         |